# Mixochlora
Mixochlora là một chi bướm đêm thuộc họ Geometridae.